# Фонкуверт (Приморски Шарант)
Фонкувер (фр. Fontcouverte) насеље је и општина у западној Француској у региону Поату-Шарант, у департману Приморски Шарант која припада префектури Сент.
По подацима из 2011. године у општини је живело 2275 становника, а густина насељености је износила 196,46 становника/km². Општина се простире на површини од 11,58 km². Налази се на средњој надморској висини од 65 метара (максималној 81 m, а минималној 2 m).

## Демографија
| 1962. | 1968. | 1975. | 1982. | 1990. | 1999. | 2011. |
| ----- | ----- | ----- | ----- | ----- | ----- | ----- |
| 711   | 719   | 1.106 | 1.706 | 1.962 | 1.892 | 2.275 |

График промене броја становника у току последњих година